# Paul-Edmond Gagnon
Pour l’article homonyme, voir Gagnon.
Paul-Edmond Gagnon (né le 20 janvier 1909 et mort le 23 octobre 1981) est un marchand et homme politique fédéral du Québec.

## Biographie
Né à Saint-Alexis de la Grande Baie dans la région du Saguenay–Lac-Saint-Jean, il étudie au Séminaire de Chicoutimi. Il est aussi membre des Chevaliers de Colomb et de la Société Saint-Jean-Baptiste.
Élu député du Parti conservateur dans la circonscription fédérale de Chicoutimi en 1945, il est réélu en 1949 et en 1953. Il est défait par le libéral Rosaire Gauthier en 1957.  